# Newtown (New South Wales)
Newtown is een voorstad van Sydney in de Australische deelstaat New South Wales. Bij de telling van 2016 had Newtown 15.029 inwoners.